# Heliangelus mavors
Heliangelus mavors là một loài chim trong họ Trochilidae.